# نوکیا ۶٫۱
نوکیا ۶٫۱، همچنین به نام نوکیا ۶ (۲۰۱۸) و نوکیا ۶ نسل دوم، یک گوشی هوشمند ساخت شرکت نوکیا با سیستم عامل اندروید است. این گوشی به عنوان جانشین نسل اول نوکیا ۶ عمل می‌باشد. این گوشی از آلومینیوم یک تکه ای از سری ۶۰۰۰ تولید می‌شود.
در ۴ ژانویه، یک خرده‌فروش چینی مشخصات نسخهٔ ۲۰۱۸ نوکیا ۶ را منتشر کرد، از جمله عکس‌های مطبوعاتی و غیره. یک روز بعد نوکیا رسماً گوشی خود را در وب سایت خود قرار داد تا این تلفن همراه را در چین منتشر کند. در ۲۵ فوریه، نوکیا ۶٫۱ به‌طور رسمی در همایش جهانی گوشی همراه، همراه با چهار مدل دیگر جدید رونمایی شد.